# Martsekényi Imre
Martsekényi Imre (Diósgyőr, 1898. október 3. – Budapest, 1963. szeptember 20.) magyar építészmérnök, országgyűlési képviselő.

## Élete
1898-ban született Diósgyőrött, római katolikus vallásban. Apja Martsekényi Ottmár építészmérnök, tüzér főhadnagy, anyja Faller Gizella.
Középiskolai tanulmányait a temesvári piarista gimnáziumban végezte, majd az érettségi vizsga után bevonult katonának. Az első világháborúban mint vártüzérhadnagy vett részt, és tizenegy hónapot töltött az olasz front hadszínterein. Vitéz magatartásáért több ízben részesült elismerésben: megkapta a bronz, a kisezüst és a nagyezüst Vitézségi Érmet is, később pedig Horthy Miklós kormányzó – 1928-ban – vitézzé is avatta mint emléklapos tüzérfőhadnagyot.
A leszerelést követően folytatta tanulmányait, és 1922-ben építészmérnöki oklevelet szerzett, ezután pedig hosszabb külföldi tanulmányútra ment, illetve Svájcban egy nagy berni építési vállalatnál helyezkedett el. 1924-ben tért haza, ami után saját építészmérnöki irodát nyitott, attól kezdve nemcsak tervezőként, de szakértőként is tevékenykedett.
A politikai életbe a frontharcos mozgalom révén kapcsolódott be: először, 1930-ban Budapest törvényhatósági bizottságának lett a tagja, majd 1935-ben országgyűlési képviselőnek is megválasztották, Mezőkeresztes választókerületében, a Nemzeti Egység Pártja programjával. A következő, 1939-es választáson már az edelényi kerületből jutott mandátumhoz, korábbi, ám időközben kisebb átalakuláson és névváltáson átesett jelölő szervezete, a Magyar Élet Pártja színeiben. A képviselőházban főként gazdaságpolitikai és szociálpolitikai tárgyú vitákban vett részt, illetve a frontharcos eszmét igyekezett szolgálni felszólalásaival.
Többször járt külföldi kiküldetésben, ezen alkalmak némelyikén részt vett a Nemzetközi Frontharcos Szövetség, az Antibolsevista Comité, illetve az Interparlamentáris Unió tanácskozásain is. A Frontharcos Szövetségnek egy időben országos alelnöke volt. Élénk volt a publicisztikai tevékenysége is: napi- és hetilapokban, gazdasági szaklapokban és külföldi idegenforgalmi folyóiratokban egyaránt jelentek meg írásai.

## Megvalósult tervei

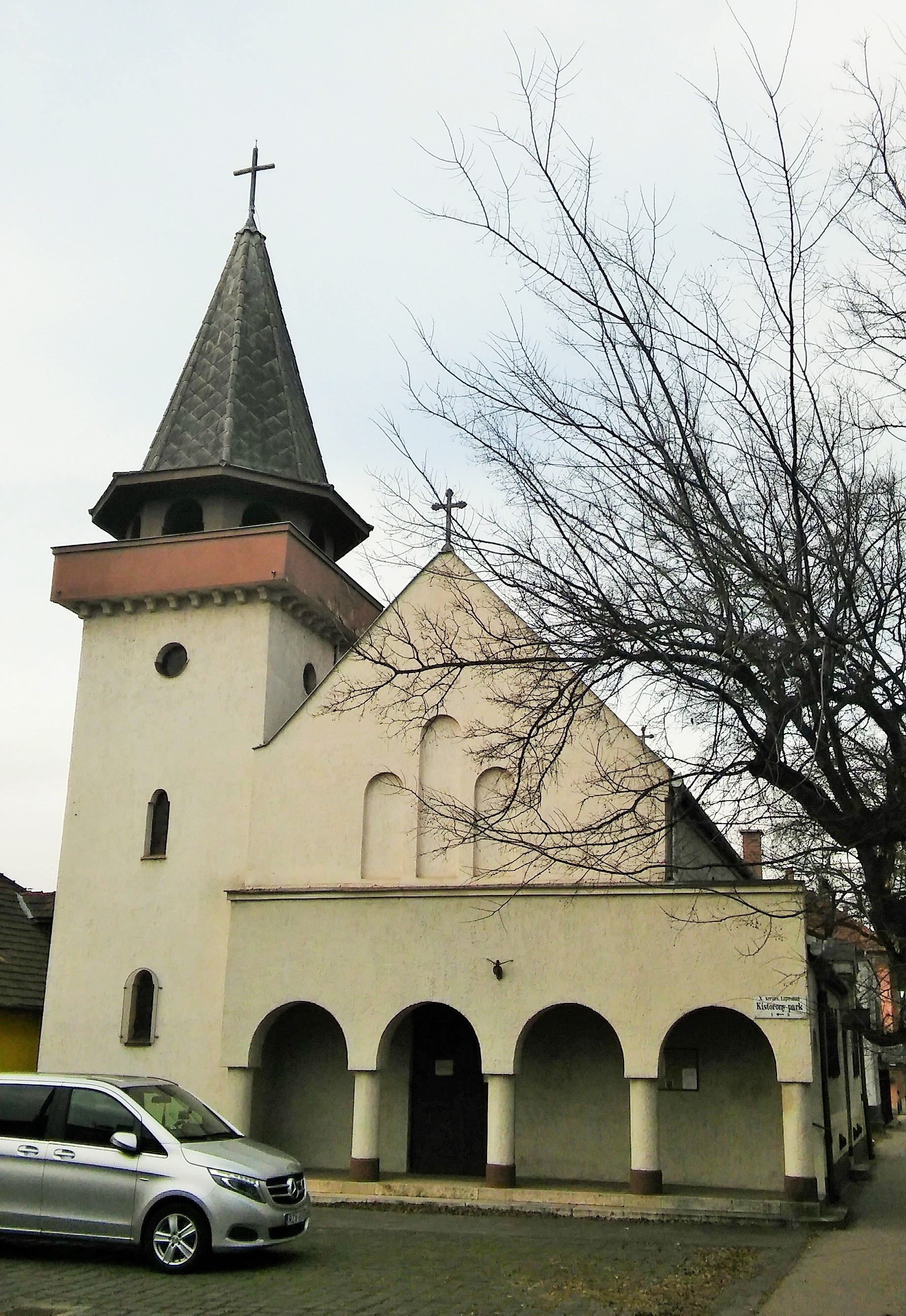
Pongrác úti Föltámadott Krisztus templom

- A Föltámadott Krisztus templom Budapesten, a kőbányai Nagy-Pongrác telepen (1925; Budapest, X., Vasláb út 17.; Bacsó Andorral).[5][6]
- Art déco stílusú palota a Vízivárosban (1937; Budapest, II., Varsányi Irén utca 6., ma lakóház)[7]
- Király utcai lakóépület, műemlék (1938; Budapest, Asbóth u. 19. – Király u. 1/D.)[8]
- Madách Imre úti, 6 emeletes, lapos tetős, vasbetonvázas bérház (1940; Budapest VII., Madách Imre út 3.)[9]
- Apály utcai, zárt sorú bérház (1943-1944; Budapest XIII., Apály utca 2.)[10]

## Írásai
- Frontharcos hitvallás. Országos Frontharcos Szövetség, 1938.[11]
- Bérház a Lónyay utcában. Tér és Forma, XVI. évfolyam (1943) 10. szám.[12]